# Îles de Verchères
Les îles de Verchères forment un petit archipel du fleuve Saint-Laurent, en aval de Montréal.

## Géographie
Les îles de Verchères regroupent une série d'îles proches les unes des autres situées au centre du fleuve, à mi-chemin entre les régions de Lanaudière (au nord) et de la Montérégie (au sud). Elles sont voisines des îles de Varennes (à l'ouest) et des îles de Contrecœur (à l'est). Les îles de Verchères sont séparées par d'étroits chenaux. 
L'île Bouchard et l'île Marie sont les plus vastes et sont séparées par le chenal Saint-Pierre, d'une largeur d'environ 100 m. Parmi les productions agricoles qu'on retrouve sur les îles figurent le maïs, la fraise et la vigne. L'archipel est aussi un lieu de reproduction de plusieurs espèces de canards et est fréquentée par les hérons. On y retrouve le rat musqué.

## Liste des îles

### Île Bouchard
L'île Bouchard est la plus grande île de l'archipel. Elle est administrativement rattachée à la municipalité de Saint-Sulpice, située sur la rive nord du fleuve. On y retrouve des vignobles. L'île abrite une petite aire protégée, l'Habitat floristique du Marécage-de-l’Île-Bouchard, dont l'objectif est la protection de l'arisème dragon.
La partie est de l'île est constituée de marécages, de marais et de prairie humide, tandis que la partie ouest est cultivée.

### Île Marie
La seconde île en superficie, l'île Marie, est quant à elle administrativement rattachée à la municipalité de Verchères, située sur la rive sud du fleuve. Son nom pourrait faire référence à Marie Perrot, épouse du seigneur et fondateur de Verchères, François Jarret de Verchères.
L'île abrite une petite aire protégée, l'Habitat floristique du Marécage-de-l’Île-Marie, dont l'objectif est la protection de l'arisème dragon.

### Île Ronde
L'île Ronde est située immédiatement au nord de l'île Bouchard, de laquelle elle est séparée par le Petit chenal de l'île Ronde. On y retrouve plusieurs mares. Son territoire n'est pas situé en zone agricole protégée et a surtout une vocation récréotouristique. Elle était autrefois nommée « île Larose ». Au début des années 2010, l'île qui compte des propriétés viticoles subit plusieurs incendies ,. 

### Île Beauregard
L'île Beauregard est une réserve naturelle privée d'environ 50 hectares.
À l'établissement du cadastre en 1878, l'île comprend 8 lots et un seul bâtiment. En 1953, elle est acquise par un éleveur de renards. Elle est finalement acquise en 1992 par l'organisme Conservation de la nature Québec. La réserve naturelle est reconnue par le gouvernement depuis le 4 septembre 2002. La pointe sud de l'île abrite une petite aire protégée, l'habitat floristique de l'Île-Beauregard, dont l'objectif est la protection de l'arisème dragon.

### Îles mineures
Îlots au sud de l'île Bouchard :
- Île aux Prunes
- Île aux Bœufs

Îlots au sud de l'île Marie :
- Île à Bayol
- Île à Chalut
- Île Desmarais
- Île Amyot

Entre l'île Bouchard et l'île Marie :
- Île Dansereau